# Havikarend
De havikarend (Aquila fasciata) is een vogel uit de familie van arendachtigen (Accipitridae). Het is een middelgrote arend met een groot verspreidingsgebied in Afrika, Zuid-Europa en Azië.

## Uiterlijke kenmerken
De havikarend is 55 tot 65 cm lang en heeft een spanwijdte van 145 tot 165 cm. Een havikarend is pas in het vijfde kalenderjaar volwassen. Een volwassen vogel is donkerbruin van boven, grijs van onder met verticale streping. In vlucht zijn kenmerkend de brede zwarte eindband en de donkergrijze ondervleugel met een brede bijna zwarte V-vormige band. Aan de vleugeluiteinden bevinden zich zwarte punten. De staart is grijs. De witte onderstaart bevat smalle banden en een donkere eindzoom. Onvolwassen vogels hebben deze kenmerken niet en zijn veel lastiger te onderscheiden in de vier verschillende stadia die ze doorlopen.

## Leefwijze
Zijn voedsel bestaat uit kleine zoogdieren en vogels, die hij vangt door als een valk op zijn prooi af te stoten.

## Verspreiding en leefgebied
Er zijn twee ondersoorten:
- A. f. fasciata (Noord-Afrika en Zuid-Europa, verder het Indiase subcontinent, Zuid-China en Indochina)
- A. f. renschi (Kleine Soenda-eilanden)

Het verspreidingsgebied van de nominaat is zeer verbrokkeld. De broedgebieden in Europa liggen in Spanje, Portugal, Zuid-Italië en langs de kusten van Griekenland en Turkije. Het leefgebied ligt in berggebieden, vaak vrij droge gebieden die niet te zwaar bebost zijn, waar hij nestelt op onbereikbare rotswanden. Meer in het oosten van Azië komt de havikarend in meer bebost gebied voor. Hij jaagt op middelgrote zoogdieren en vogels.

## Status
Omdat de havikarend een groot verspreidingsgebied heeft, is de kans op de status kwetsbaar (voor uitsterven) gering. De grootte van de populatie is in 2015 geschat op 20.000 - 50.000 volwassen vogels, maar deze aantallen gaan achteruit. Echter, het tempo ligt onder de 30% in tien jaar (minder dan 3,5% per jaar). Om deze redenen staat deze arend als niet bedreigd op de Rode Lijst van de IUCN.

## Galerij

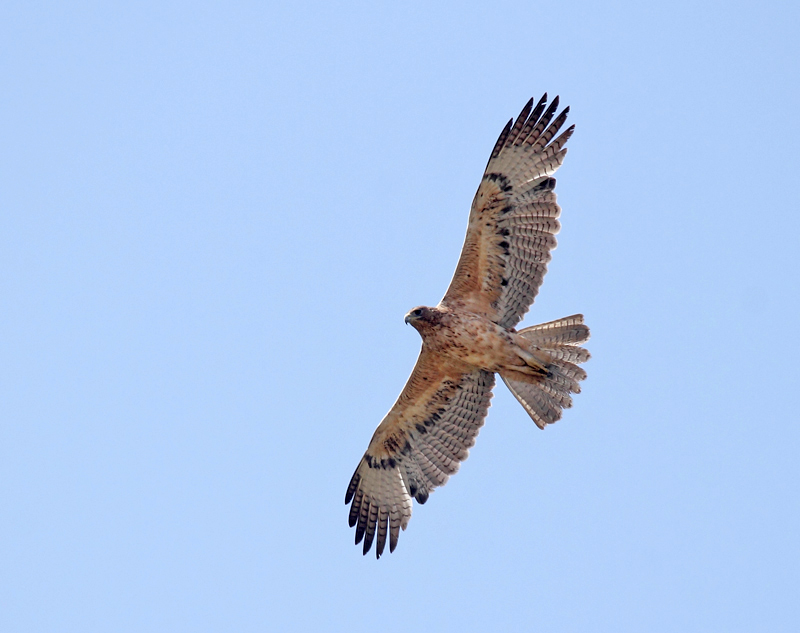
Onvolwassen vogel in vlucht (India)
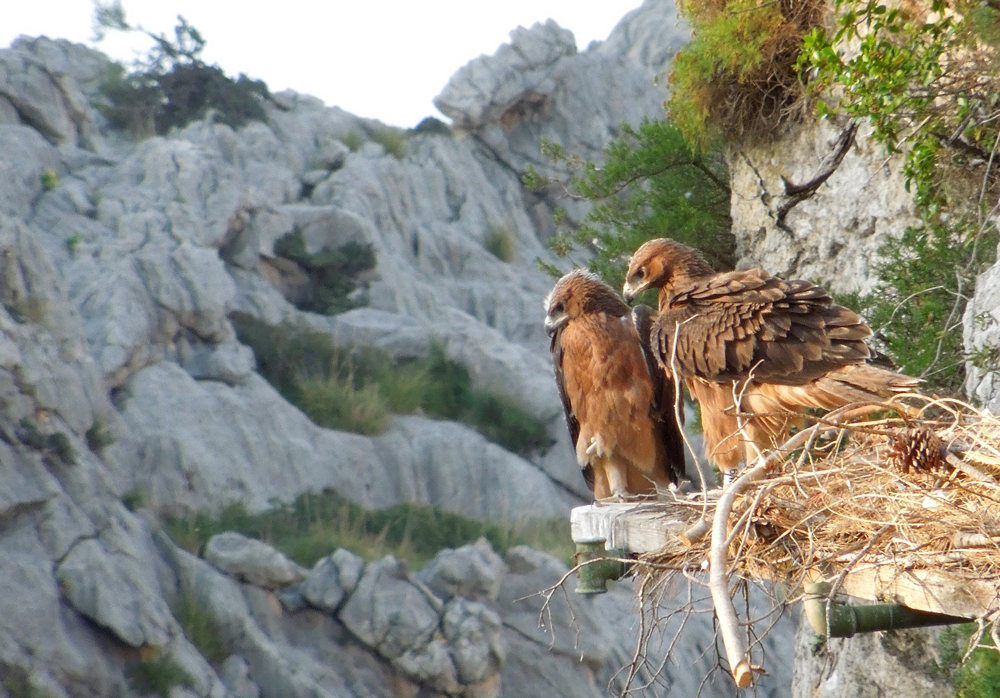
Onvolwassen havikarenden op kunstmatig nest (Balearen)